# 자기애 굴욕
자기애 굴욕(narcissistic mortification)은 "자기가 결함이 있다고 감지하는 것에 갑작스럽게 노출됨으로써 촉발되는 자기 소멸이라는 원시적 공포 ... 당혹감(embarrassment)으로 인한 죽음(the primitive terror of self dissolution, triggered by the sudden exposure of one's sense of a defective self ... it is death by embarrassment)"이라고 정의된다. 이 개념은 자아심리학(ego psychology)에서 널리 채용되고 있으며, 자기심리학(self psychology)의 근원이 되기도 하였다.
자기애 굴욕을 처음 경험하였을 때, 이는 외적 혹은 내적 현실, 혹은 내·외부 현실 모두에 대한 통제를 갑자기 상실한 것이라고 정의된다. 이는 강력한 공포 정서를 낳지만 동시에 자기애 리비도(narcissistic libido)나 파괴본능(destrudo)이 증강되기도 한다. 자기애 리비도나 자아리비도(ego-libido)는 자기(self)에 대한 리비도의 집중이다. 파괴본능은 리비도의 반대 개념으로 자기 및 자기와 관련된 모든 것을 파괴하려는 충동(impulse)이다.

## 초기 발달: 버글러, 안나 프로이트, 아이델베르크
에드먼드 버글러(Edmund Bergler)는 아동 발달기 시절 전능(omnipotence)이라는 판타지, 그리고 자신의 환상의 기반을 무너뜨리는 현실과 대면하면서 촉발되는 분노(fury)와 연결 지어 자기애 굴욕 개념을 발전시켰다. 버글러에게 있어 "이른 시기에 앓게 되는 자기애 굴욕은 그 사람의 평생 동안 자극제로 작용할 것(the narcissistic mortification suffered in this very early period continues to act as a stimulus throughout his life)"이라고 정의된다.
안나 프로이트(Anna Freud)는 오로지 타인의 삶을 통해서 자신의 삶을 사는 이타적 항복(altruistic surrender)이라는 방어기제(defence mechanism)를 연구하는 것과 연관 지어 자기애 굴욕 개념을 사용하였다. 즉 자신의 삶을 폐기하면서 살아온 것의 근원에서, 자기 자신에게 실망하면서 자기애 굴욕의 초기 경험을 보는 것이다.
정신분석학자이자 작가인 루드비히 아이델베르크(Ludwig Eidelberg)는 자기애 굴욕 개념을 50대와 60대로 확장하였다. 아이델베르크는 자기애 굴욕을 "외부 혹은 내부 현실에 대한 통제의 갑작스러운 상실 ... 고통스러운 정서적 공포 경험을 생산(a sudden loss of control over external or internal reality...produces the painful emotional experience of terror)"한다고 정의하였다. 또한 그는 자신이 신경증적 증상(neurotic symptom)을 가지고 있다고 인정하려 하기만 하는 많은 환자들은 그 자체로 자기애 굴욕의 촉발제라고 언급하였다.

## 코헛과 자기심리학
하인츠 코헛(Heinz Kohut)에게 있어, 자기애 손상(narcissistic injury) – 코헛이 자기애성 성격장애(narcissistic personality disorder)라고 정의한 것의 근원적 원인 – 은 굴욕으로 인한 체면 손상(humiliation)과 같은 것이다. 코헛은 "만약 자기애성 자기의 과대성이 충분히 수정되지 못하면 ... 성인 자아는 자기에 대한 비이성적 과평가와 열등감 사이에서 흔들릴 것이며 자기애 굴욕을 가지고 성인 자아의 야망을 좌절시키는 것에 반응할 것(if the grandiosity of the narcissistic self has been insufficiently modified...then the adult ego will tend to vacillate between an irrational overestimation of the self and feelings of inferiority and will react with narcissistic mortification to the thwarting of its ambitions)"이라고 보았다.
코헛의 이론에서 자기애성자는 자기 능력의 비논리적 과장과 비이성적인 부적절감 사이를 오고 간다. 또한 자기에 대한 자부심을 통제하고 자기에게 가치감을 제공하고자 타인에게 의존한다. 따라서 코헛은 치료를 통하여 이러한 잃어버린 능력을 다시 획득하고자 환자를 도와야 한다고 제안한다. 게다가 또한 코헛은 환자가 타인에게 이해받았다는 느낌을 얻고자, 치료사는 일시적으로 환자 역할을 하고, 바로 그 관점에서 환자를 연민하며 세상을 인식해야 한다고 주장한다.

## 대상 관계 이론
자아심리학자와 달리, 대상 관계 이론(object relations theory) 학자들은 다소 다른 포스트클라인학파(post-Kleinian) 용어를 사용하여 초기 자기애 굴욕의 손상을 설명하려 한다. 그러나 최근 이 이론가들은 자기애 모욕과 굴욕에 끼치는 자아의 민감성(sensitivity)에 대한 지그문트 프로이트(Sigmund Freud)의 강조와 '이름 없는 두려움(nameless dread)'이라는 W.R. 비온(W. R. Bion)의 견해 혹은 아동기 자각의 고장이 불러온 원초적 고통(original agony)이라는 도널드 위니컷(Donald W. Winnicott)의 견해 간의 유사성을 발견하였다. 동시에 자아심리학은 자기애 굴욕을 대상에 대한 초기 관계 맥락 속에서 발생하는 것으로 보기 위하여 조금씩 준비되어 왔다.

## 신체적 감지와 심리적 인식
자기애 굴욕에 대한 경험은 신체적 심리적 감지를 모두 동반할 수 있다. 굴욕으로부터 고통 받는 이들은 온몸에 불타오르고 톡 쏘는 듯한 고통, 흉통에서 시작하여 몸통을 통해 천천히 퍼지는 통증, 현기증, 구역질, 구토, 오한, 야윔, 한기, 무감각을 경험할 수 있다. 심리적 감지는 충격, 위험에 노출된 느낌, 굴욕 당한 느낌을 받는다. 이러한 경험은 "나는 더 못 살 것 같다(It feels like I won’t survive)" 혹은 "그 남자 혹은 그 여자가 나를 증오하고 있고 그것은 내 잘못이라고 나는 절대적으로 확신한다(I have the absolute conviction that he or she hates me and it’s my fault)"와 같은 느낌을 준다. 이러한 감지는 항상 충격(shock)이 뒤따르지만 이는 다양한 상황에서 발생한다. 또한 이러한 감지는 고통 받는 이가 내적 외적으로 무언가를 하여 자기애 대상(narcissistic object)의 시각에서 긍정적인 자아상을 이루게끔 한다. 자기애 굴욕은 강도와 총합이 극단적으로 나타나며, 관점과 맥락이 결여되어 있어, 관련된 불안은 트라우마(trauma)가 되게 한다.

## 정상적 대 병적
아이델베르크의 관점에서, 정상적인 사람은 내적 욕구(internal need)에 압도되는 것을 회피할 수 있는데, 이들은 이러한 충동을 적시에 인식하여 부분적 배출을 할 수 있기 때문이다. 그러나 아이델베르크는 가끔씩 분노가 폭발하는 것을 자기애성 성격장애의 신호로 보지는 않는다. 반면, 병리적인 자기애 굴욕을 겪는 사람은 유아적 대상(infantile object)에 고착되기 쉬우며, 그 결과 유아적 형태로 욕구를 배출하게 된다. 이 사람들은 이러한 에너지를 부분적으로 배출하는 것에 만족하지 않는다. 이러한 것은 무의식의 단계에서 일어나며, 따라서 이들의 안녕을 저해하게 된다. 아이델베르크에 의하면, 단 하나의 유아적 자기애 굴욕을 부인하는 것은 많은 방어 기제를 낳는 원인이 된다.

### 내적 대 외적
자기애 굴욕은 다음과 같이 내적과 외적인 것으로 나눌 수 있다.
- 내적 자기애 굴욕(Internal narcissistic mortification) : 정서에 과도하게 자극 받았을 때에 발생한다. 예를 들어, 학급 친구들 간에 줄기세포 연구의 중요성에 관한 토론을 하던 중에, 한 거침없이 말하는 학생이 자신의 성질을 이기지 못하여 소란이 발생한다. 그 학생은 자기의 정서에 과도하게 자극 받은 모습을 보이고, 이러한 폭발을 이용하여 내적 텐션을 완화하고자 한다.
- 외적 자기애 굴욕(External narcissistic mortification) : 통제를 벗어난 무언가가 상황에 영향을 줄 때에 발생한다. 예를 들어, 위협을 당하는 사람이 지갑을 강탈 당하는 상황에서, 이 사람은 자신의 상황이나 총을 든 사람에 대한 행동에 어떤 통제도 하지 못하지만, 이들이 위협받는 상황에 대한 반응은 그 다음 상황과 총을 든 사람이 다음에 할 행동에 영향을 준다.[2]

## 종교 집단 리더십
자기의 의존 욕구를 수용하는 자기애 굴욕에서 벗어나고자, 종교 집단 지도자는 전능이라는 망상에 의지할 수 있다. 이들의 지속적인 수치와 근저에 깔린 죄책감, 그리고 의존에 대한 거절, 이러한 것은 지도자들이 성적 유혹(seduction)과 조적방어(manic defense)를 사용하여 의존 욕구를 외면화하고 이를 타인에게 전가하여, 추종자에게 치환된 수치감을 통하여 추종자를 통제할 수 있도록 만드는데 도움이 된다.

## 죽음, 불안, 자살
서구 문화권에서 죽음은 궁극적인 통제 상실로 인식되기도 하기에, 죽음에 대한 공포는 극단적인 수치심이나 자기애 굴욕감 형태로 죽음에 대한 불안을 낳기도 한다. 이런 수치심은 금욕(stoicism)과 생산성과 통제의 상실, 사회가 높게 가치를 부여한 면, 한 사람이 나이가 들면서 사라지는 면으로부터 나온다. 다시 해리스(Darcy Harris)에 의하면, 죽음은 '궁극적인 자기애 손상으로, 자기의 무화뿐만 아니라 온전한 존재의 무화를 가져오며, 그 결과 인간에게 실존적 수치를 가져다 주는데, 인간은 자신의 고기능적 인지 능력을 통하여 이러한 딜레마를 숙고할 능력을 가지고 있다(is the ultimate narcissistic wound, bringing about not just the annihilation of self, but the annihilation of one's entire existence, resulting in a form of existential shame for human beings, who possess the ability to ponder this dilemma with their higher functioning cognitive abilities.).'
이러한 불안을 지닌 사람은 그와 함께 가는 숙명적인 죽음과 노쇠함에 수치를 느낀다. 그리고 오락과 성취를 통하여 이러한 현실을 극복하려 노력할 수 있는데, 이는 자기애성 성격 특성자의 방식과 유사하게 과대성(grandiosity)과 같은 전략을 통하여 열등감과 수치심의 방향을 돌리는 것이다.
또한 자기애 굴욕은 가까운 사람의 죽음으로부터 나올 수도 있다. 심지어 이와 같은 중요한 대상의 상실은 자기애 굴욕을 통하여 자살에 이르게 할 수도 있다.
일반적으로 자살 행위의 배후에 있는 많은 동기 중에는 수치, 명예 상실, 자기애 굴욕이 있다. 자기애 굴욕을 겪는 사람은 자살 시도를 할 가능성이 더 높으며, 적절한 도움을 받지 않는 사람은 성공하지 못한 사람보다 더 자주 그러하다. 자기애 굴욕 관련 자살은 뿌리 깊은 자기비하(self-contempt)와 자기혐오(self-hatred)와 관련이 있다는 점에서 일반적인 슬픔과는 다르다.

## 치료
2006년 수치 심포지움(the 2006 Shame Symposium)에서 발표된 매리 리비(Mary Libbey)의 글 "자기애 굴욕에 관하여(On Narcissistic Mortification)"에서, 자기애 굴욕을 겪는 사람에 대한 정신분석학적 치유의 장기적 목표는 자기애 굴욕을 수치 형태로 바꾸는 것이다. 리비는 자기애 굴욕을 수치로 바꿈으로써 고통받는 이들은 견딜 수 있고 그것을 신호로 사용할 수 있다고 말한다. 자기애 굴욕을 수치로 바꾸는 과정은 그에 관한 초기 굴욕적 트라우마와 방어를 힘겹게 뚫고 나오는 작업이 수반된다. 그 작업은 때로는 불안정할 수도 있다. 자기애 굴욕을 겪는 이가 이러한 전환과정을 겪지 않으면, 두 가지 불안정한 자기애 방어(narcissistic defenses)가 남게 된다. 이 두 가지 자기애 방어에 대하여 리비는 다음과 같이 이야기한다. 첫째, 자기대상(self-object)의 요구를 들어주고 그것에 매달리도록 설계되는 위축 상태인 자기저주(self-damning), 둘째, 결함있는 자기의 경험을 자기대상에게 투사(project)하도록 설계되는 자기애적 착상(narcissistic conceit)이 그것이다. 두 방어 유형 모두 지속적인 '자기대상에 대한 의존(dependence on the self-object)'이 수반된다. 자기애 굴욕을 수치로 전환하는 것은 자기평가(self-appraisal)와 자기관용(self-tolerance)을 가능하게 하며, 이는 궁극적으로 자기애 굴욕을 유지할 필요 없이 영적 독립(psychic separation)과 자기 신뢰(self-reliance)를 낳게 된다고 리비는 말한다.

## 21세기
포스트모던 프로이트학파는 자기애 굴욕을 상징화(symbolisation)와 재통합(re-integration) 욕구가 결여된 원시적 정신 상태에 관한 도널드 위니컷(Donald Winnicott)의 이론과 연결 짓는다.
 그러나 또한 이러한 자기애 방어(narcissistic defense)를 지지하면서도 견디기 힘든 굴욕으로 전이하는 것을 되풀이하는 것은, 비록 굴욕적이긴 해도, 상호주관적이고 서로 보듬어 주는 환경에서 압도적인 대상 상실(object loss)을 재경험하는 방식으로 긍정적이고 분석적인 변화를 양산한다.
21세기 미국 분석자들은 특히 피학적 성격장애(masochistic personality disorder)에 관하여 분석적 해석의 부산물로서 자기애 굴욕의 잠재적 산물에 특히 관심을 둔다.

## 문학 작품
자존감에 상처 입은 자기애 굴욕은 모비딕(Moby-Dick)과의 대결에서 갖는 아하브 선장(Captain Ahab)의 동기를 장악한 것으로 여겨져 왔다.
자기에 대한 자기애 굴욕은 창조물(the Creature)이 수영장 물에 비춘 모습을 관조하는 모습이 담긴 프랑켄슈타인(Frankenstein)에서도 보인다. 이 지점에서 프랑켄슈타인은 사실 자신은 창조물이라는 것을 확신하고, 허탈감(despondence)과 굴욕으로 가득하게 된다.

## 같이 보기
- 자기애
- 자기애 방어
- 자기애 보급품
- 자기애 분노와 자기애 손상
- 자기애성 부모
- 자기애성 성격장애
- 자기애 철수

### 관련 인물
- 하인츠 코헛

## 참고문헌
1. 1 2 3  Mary Libbey. “On Narcissistic Mortification” (PDF). Paper presented at the Shame Symposium, New York, March 2006. 2012년 5월 9일에 원본 문서 (PDF)에서 보존된 문서. 2011년 1월 26일에 확인함.
2. 1 2 3  Ludwig Eidelberg (1957). “An introduction to the study of the narcissistic mortification”. 《The Psychiatric Quarterly》 31 (1–4): 657–668. doi:10.1007/BF01568757. PMID 13518419. S2CID 26380171. 1957;31(4):657-68.
3. ↑  Edmund Bergler, "The Psychology of Gambling", Jon Halliday/Peter Fuller eds., The Psychology of Gambling (London 1974) p. 182-3
4. ↑  Edmund Bergler, The Basic Neurosis (1975)
5. ↑  Lisa Appignanesi/John Forrester, Freud's Women (2004) p. 294
6. ↑  "An introduction to the study of the narcissistic mortification" Psychiatric Quarterly 31
7. ↑  Eidelberg: The Concept of Narcissistic Mortification Int J Psychoanal. 1959 May-Aug;40:163-8.
8. ↑  Joseph Adamson/Hilary Anne Clark, Scenes of Shame (1999) p. 21
9. ↑  Quoted in Steven J. Ellman, When Theories Touch (London 2009) p. 464
10. ↑  McLean, Jamie (2007). “Psychotherapy with a Narcissistic Patient Using Kohut's Self Psychology Model”. 《Psychiatry (Edgmont)》 4 (40–47): 40–47. PMC 2860525. PMID 20428310.
11. ↑  Michael Eigen, The Sensitive Self (2004) p. 10, 20, and 25
12. ↑  Shaw, Daniel. “Chris Nemelka – Public Scrutiny”. 2013년 4월 27일에 원본 문서에서 보존된 문서. 2013년 3월 31일에 확인함.
13. ↑  Daniel Shaw (2000년 1월 22일). “The dark side of enlightenment: sadomasochistic aspects of the quest for perfection”. 2013년 6월 29일에 원본 문서에서 보존된 문서. 2013년 3월 31일에 확인함.
14. ↑  Shaw, Daniel (2003). “Traumatic abuse in cults: A psychoanalytic perspective” (PDF). 《Cultic Studies Review》 2. 2013년 6월 17일에 원본 문서 (PDF)에서 보존된 문서. 2013년 3월 31일에 확인함.
15. ↑  J. Kauffman ed.,  The Shame of Death, Grief and Trauma (2010) p. 77-9
16. ↑  Kauffman
17. ↑  Jeffrey Kauffman, 편집. (2010). 《The shame of death, grief, and trauma》. Taylor & Francis. ISBN 978-0-203-88360-0. 2013년 4월 1일에 확인함.
18. ↑  Arnold M. Cooper ed., Contemporary Psychoanalysis in America (2008) p. 680
19. ↑  F. Alexander et al, Psychoanalytic Pioneers (1995) p. 207
20. ↑  Ritter, Kristina; Chaudhry, Haroon; Erhabor, Idemudia; Karakula, Hanna; Okribelashvili, Ninõ; Rudaleviciene, Palmira; Stompe, Thomas (2008). “Suicide motives and culture”. 《World Cultural Psychiatry Research Review》. 2013년 4월 2일에 확인함.
21. ↑  Woolf, M. (1958). “Zur Psychologie des Selbstmordes”. 《Psychotherapy and Psychosomatics》 6 (4): 317–326. doi:10.1159/000285354.
22. ↑  A. B. Druck et al eds., A New Freudian Synthesis (2011) p. 253
23. ↑  Andrew Druck, A Freudian Synthesis (London 2010) p. 254
24. ↑  Arnold M. Cooper ed., Contemporary Psychoanalysis in America (2008) p. 505 and p. 130
25. ↑  Joseph Adamson, Melville, Shame, and the Evil Eye (1997) p. 74-6
26. ↑  Berman, Jeffrey. “Frankenstein; or, the Modern Narcissus”. New York University. 2013년 4월 16일에 확인함.